# Matthias Steinwandtner
Matthias Steinwandtner (1993) es un deportista italiano que compite en triatlón. Ganó una medalla de oro en el Campeonato Europeo de Triatlón de 2014, en la prueba de relevo mixto.

## Palmarés internacional
| Campeonato Europeo | Campeonato Europeo  | Campeonato Europeo | Campeonato Europeo |
| Año                | Lugar               | Medalla            | Prueba             |
| ------------------ | ------------------- | ------------------ | ------------------ |
| 2014               | Kitzbühel (Austria) | Medalla de oro     | Relevo mixto       |